# コビントン (ワシントン州)
コビントン（Covington）は、アメリカ合衆国ワシントン州キング郡の都市である。人口は2万0777人（2020年）。シアトルの南東35キロメートルに位置している。

## 地理
市域の大部分は丘陵地である。西側はケント、東側はメイプルバレーと接している。
アメリカ合衆国統計局によると、総面積15.0 km2 (5.8 mi2) である。このうち14.9 km2 (5.8 mi2) が陸地であり、0.1 km2 (0.04 mi2) (0.69%) が水地である。

## 人口
2000年国勢調査では、人口13,783人、4,398世帯、3,689家族が暮らしている。人口密度は922.3/km2 (2,389.8/mi2) である。299.3/km2 (775.5/mi2) の平均的な密度に4,473軒の住宅が建っている。この都市の人種的な構成は白人87.88%、アフリカン・アメリカン2.44%、ネイティブ・アメリカン1.02%、アジア3.12%、太平洋諸島系0.22%、その他の人種1.80%、混血3.53%である。この人口の4.48%はヒスパニックまたはラテン系である。
全世帯のうち、18歳未満の子供と同居している世帯が52.2%、夫婦のみの世帯が70.1%、未婚女性の世帯が9.7%であり、16.1%は家族を持たない。個人名義の世帯主が11.4%、そのうち65歳以上が1.7%である。世帯ごとの平均人数は3.13人、家族ごとの平均人数は3.37人である。
18歳未満の未成年が33.8%、18歳以上24歳以下が7.0%、25歳以上44歳以下が36.2%、45歳以上64歳以下が19.3%、65歳以上が3.7%、平均年齢は32歳である。女性100人に対して男性は103.3人である。18歳以上の女性100人に対して男性は100.2人である。
この都市の世帯ごとの平均的な収入は63,711 USドルであり、家族ごとの平均的な収入は65,173 USドルである。男性は48,134 USドルに対して女性は34,576 USドルの平均的な収入がある。この都市の一人当たりの収入 (per capita income) は22,230 USドルである。人口の2.1%及び家族の3.6%の収入は貧困線以下である。全人口のうち18歳未満の3.1%及び65歳以上の5.9%は貧困線以下の生活を送っている。